# Günter Bernard
Günter Bernard  (n. 4 noiembrie 1939 în Schweinfurt, Germania) a fost un fotbalist german care a jucat pe postul de portar.
Bernard, fost membru al echipei naționale a Germaniei de vest din 1966, și-a început cariera la echipa locală, Schweinfurt 05. El a părăsit acest club la înființarea Bundesligii, când a semnat cu Werder Bremen, formația căreia i-a dăruit cariera fotbalistică. El a fost revelația campaniei în Bundesliga din anul 1965, când s-a remarcat în fotbalul superior german ca unul din cei mai buni portari. A avut destule performanțe și a rămas loial clubului alb-verde, evoluând pentru el până la retragere în 1974. Cu naționala Germaniei de Vest a ajuns în Finala Campionatului Mondial de Fotbal 1966.